# Průvoz
Průvoz (angl. transit) je jeden z druhů mezinárodní justiční spolupráce v trestních věcech, který spočívá v umožnění přepravy osoby vydávané či předávané v rámci realizace některého jiného druhu mezinárodní justiční spolupráce v trestních věcech územím státu, který není dožadujícím ani dožádaným státem v rámci onoho jiného druhu mezinárodní justiční spolupráce v trestních věcech (třetí stát, stát průvozu).
Realizace průvozu je podmíněna povolením státu průvozu. Průvoz je zpravidla povolován za obdobných podmínek jako ten typ mezinárodní justiční spolupráce v trestních věcech, v jehož rámci je prováděn. Některé státy (např. Nizozemsko) však povolují průvoz za podmínek mírnějších a s méně formálními požadavky.
Průvoz územím České republiky povoluje Nejvyšší soud (§ 423 odst. 1 trestního řádu).

## Letecký průvoz
Mezinárodní smlouvy (např. čl. 21 odst. 3 písm. a) Evropské úmluvy o vydávání z 13. 12. 1957, která byla v České republice publikována pod č. 549/1992 Sb.) často stanoví, že pro letecký průvoz bez plánovaného mezipřistání není zapotřebí žádat o povolení průvozu. Pokud dojde k neplánovanému mezipřistání, může být převážená osoba zadržena (zpravidla na omezenou dobu – srov. např. § 423 odst. 3 českého trestního řádu) orgány státu, na jehož území k přistání došlo, a stát, pro který byla osoba převážena, může formálně požádat o povolení průvozu.

## Vybrané prameny a literatura
- Fenyk, Jaroslav & Ondruš, Radek: Právní styk s cizinou v trestním a netrestním řízení a před orgány veřejné správy, Linde, Praha, 1997
- Fenyk, Jaroslav & Kloučková, Světlana: Mezinárodní justiční spolupráce v trestních věcech, Linde, 2003